# Boris Fiallos
Boris Santiago Fiallos Tirado (Ambato; 16 de marzo de 1974) es un exfutbolista y entrenador ecuatoriano de fútbol.

## Trayectoria

### Como futbolista
Se desempeñó como defensa y jugó para Técnico Universitario, Macará y Tungurahua S.C (ganado el campeonato de la Segunda Categoría de Ecuador en 2004), este último en donde se retiró en 2005 debido a una lesión en la rodilla.

### Como entrenador
Comenzó su carrera de entrenador en las categorías formativas de Macará. En 2012 se convirtió en entrenador interino de Técnico Universitario después de la renuncia del uruguayo Mario Saralegui. No obstante fue reemplazado por José Basualdo en ese mismo año, aunque más adelante volvió a ocupar el cargo de entrenador interino.
En 2016 se unió al cuerpo técnico de Paúl Vélez en Macará como su asistente, donde en 2019 llevaron al club a las semifinales del Campeonato Ecuatoriano, logrando así su primera clasificación a la Copa Libertadores del año siguiente en la que fueron eliminados en la segunda fase por el Deportes Tolima de Colombia.
En 2021 tras la salida de Vélez de Macará, se desempeñó como asistente de Eduardo Favaro y posteriormente como asistente de Marcelo Fleitas. 
En 2022 siendo asistente de Fleitas fue sancionado por la Liga Profesional de Fútbol de Ecuador con una suspensión de nueve meses y tres partidos por insultar y agredir a un árbitro. Esto ocurrió durante la séptima jornada de la segunda etapa del Campeonato Ecuatoriano 2022 cuando su equipo se enfrentó a Sociedad Deportiva Aucas en el estadio Bellavista de Ambato en un partido que terminó en empate 1-1. Al final de la temporada, Macará perdió la categoría y descendió a la Serie B del fútbol ecuatoriano.
El 10 de abril de 2023 fue nombrado oficialmente entrenador principal en reemplazo de Marcelo Robledo en la Serie B, aunque su debut fue el 15 de junio. Bajo su dirección, Macará ganó la primera etapa del campeonato. En la segunda etapa continuó con un rendimiento aceptable logrando el ascenso a la Serie A faltando cinco fechas para la finalización del torneo, además de coronarse campeón a falta de tres fechas por jugar.
El 30 de noviembre dejó Macará por mutuo acuerdo.

## Clubes

### Como futbolista
| Club                  | País    | Año  |
| --------------------- | ------- | ---- |
| Técnico Universitario | Ecuador | 2003 |
| Macará                | Ecuador | 2004 |
| Tungurahua            | Ecuador | 2005 |

### Como entrenador
| Club                                       | País    | Año       |
| ------------------------------------------ | ------- | --------- |
| Macará                                     | Ecuador | 2010      |
| Técnico Universitario (interino)           | Ecuador | 2012      |
| Técnico Universitario (segundo entrenador) | Ecuador | ?         |
| Técnico Universitario (interino)           | Ecuador | 2015      |
| Macará (segundo entrenador)                | Ecuador | 2016-2022 |
| Macará                                     | Ecuador | 2023      |

## Palmarés

### Como futbolista
| Título                       | Club           | País    | Año  |
| ---------------------------- | -------------- | ------- | ---- |
| Segunda Categoría de Ecuador | Tungurahua S.C | Ecuador | 2004 |

### Como entrenador
| Título             | Club   | País    | Año  |
| ------------------ | ------ | ------- | ---- |
| Serie B de Ecuador | Macará | Ecuador | 2023 |